# Upham, North Dakota
Upham är en ort i McHenry County i delstaten North Dakota, USA.